# Aphonopelma xanthochromum
Aphonopelma xanthochromum là một loài nhện trong họ Theraphosidae.
Loài này thuộc chi Aphonopelma. Aphonopelma xanthochromum được Carlos E. Valerio miêu tả năm 1980.